# Pepedan (Tonjong)
Pepedan is een bestuurslaag in het regentschap Brebes van de provincie Midden-Java, Indonesië. Pepedan telt 1627 inwoners (volkstelling 2010).